# Municipio de Kenmare
El municipio de Kenmare (en inglés: Kenmare Township) es un municipio ubicado en el condado de Ward en el estado estadounidense de Dakota del Norte. En el año 2010 tenía una población de 104 habitantes y una densidad poblacional de 1,16 personas por km².

## Geografía
El municipio de Kenmare se encuentra ubicado en las coordenadas 48°41′2″N 102°1′40″O / 48.68389, -102.02778. Según la Oficina del Censo de los Estados Unidos, el municipio tiene una superficie total de 89.42 km², de la cual 86,28 km² corresponden a tierra firme y (3,51 %) 3,14 km² es agua.

## Demografía
Según el censo de 2010, había 104 personas residiendo en el municipio de Kenmare. La densidad de población era de 1,16 hab./km². De los 104 habitantes, el municipio de Kenmare estaba compuesto por el 100 % blancos. Del total de la población el 0 % eran hispanos o latinos de cualquier raza.